# 費特巴赫河
52°51′43″N 9°20′06″E / 52.861974°N 9.334896°E
費特巴赫河（德語：Vethbach），是德國的河流，位於該國西北部，由下薩克森州負責管轄，屬於萊爾德河的支流，河道全長9公里，河口處在基希林特爾恩附近。